# Victoria Shaw
Pour les articles homonymes, voir Shaw.
Victoria Shaw est une actrice australienne, née Jeanette Ann Lavina Mary Elizabeth Elphick le 25 mai 1935 à Sydney (Australie), ville où elle est morte le 17 août 1988.

## Biographie
Au cinéma, sous son nom de naissance, elle débute dans un film australien sorti en 1953. Puis elle s'installe aux États-Unis et tente sa chance à Hollywood, sous le nom de scène de Victoria Shaw. Son deuxième film  est Tu seras un homme, mon fils de George Sidney (1956, avec Tyrone Power et Kim Novak) ; ce premier film américain lui permet de gagner le Golden Globe de la révélation féminine de l'année.
Suivent sept autres films américains (l'un en coproduction), dont The Crimson Kimono de Samuel Fuller (1959, avec Glenn Corbett et James Shigeta) et le western Alvarez Kelly d'Edward Dmytryk (1966, avec William Holden et Richard Widmark). Le dernier est Mondwest de Michael Crichton (1973, avec Yul Brynner et Richard Benjamin).
Pour la télévision américaine, Victoria Shaw apparaît dans vingt-et-une séries à partir de 1956, la dernière étant Embarquement immédiat, avec un épisode diffusé en 1978. Entretemps, citons Des agents très spéciaux (un épisode, 1964), Cimarron (un épisode, 1968), L'Homme de fer (un épisode, 1969), ou encore Drôles de dames (un épisode, 1978).
S'y ajoutent deux téléfilms diffusés respectivement en 1970 et 1978.
Retirée ensuite de l'écran, elle revient dans son pays natal, où elle meurt prématurément en 1988, à 53 ans, des suites d'un emphysème.

## Filmographie

### Cinéma (intégrale)
(films américains, sauf mention contraire ou complémentaire)
- 1953 : The Phantom Stockman de Lee Robinson (film australien) : Kim Marsden
- 1956 : Tu seras un homme, mon fils (The Eddy Dutchin Story) de George Sidney : Chiquita Wynn
- 1959 : The Crimson Kimono de Samuel Fuller : Christine Downs
- 1959 : Le Secret du Grand Canyon (Edge of Eternity) de Don Siegel : Janice Kendon
- 1960 : Because They're Young de Paul Wendkos : Joanne Dietrich
- 1960 : L'Homme des fusées secrètes (Wernher von Braun) de J. Lee Thompson (film germano-américain) : Maria von Braun
- 1966 : Alvarez Kelly d'Edward Dmytryk : Charity Warwick
- 1968 : Prelude de John Astin (court métrage)
- 1973 : Mondwest de Michael Crichton : La reine du Moyen-Âge

### Télévision
Séries (sélection)
- 1962 : 77 Sunset Strip

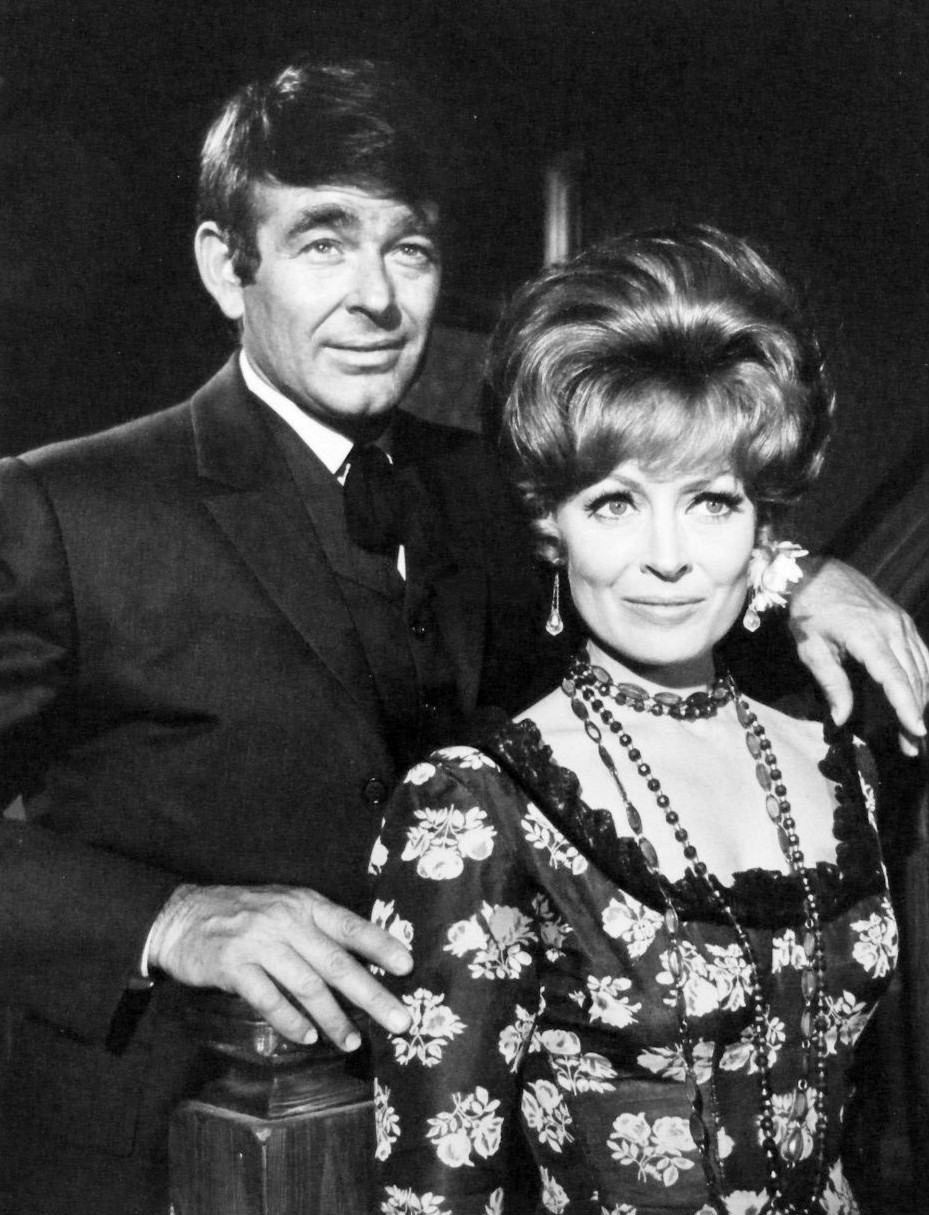
Avec Stuart Whitman, dans un épisode de la série Cimarron (1968, photo promotionnelle)

  - Saison 4, épisode 16 The Down Under Caper de Michael O'Herlihy : Margaret Hughes
- 1964 : Des agents très spéciaux (The Man from U.N.C.L.E.)
  - Saison 1, épisode 1 Duo de mitraillettes (The Vulcan Affair) de Don Medford : Gracie Ladovan
- 1965 : Le Monde merveilleux de Disney (The Wonderful World of Disney ou Disneyland)
  - Saison 12, épisode 2 The Further Adventures of Gallegher : A Case of Murder : Katherine Van Raalte
- 1966 : Match contre la vie (Run for Your Life)
  - Saison 2, épisode 10 The Man Who Had No Enemies de Michael Ritchie : Eileen Trotter
- 1967 : Tarzan
  - Saison 1, épisode 24 To Steal the Rising Sun de William Witney : Lita McKenzie
- 1968 : Cimarron (Cimarron Strip)
  - Saison unique, épisode 18 Knife in the Darkness : Maddie Lennart
- 1968 : Sur la piste du crime (The F.B.I.)
  - Saison 3, épisode 18 Homecoming de Jesse Hibbs : Eileen Warren
  - Saison 4, épisode 12 The Flaw de Robert Douglas : Elaine Ross
- 1969 : L'Homme de fer (Ironside)
  - Saison 2, épisode 22 Conséquence d'une découverte (Drug on the Market) : Judith Corman
- 1970 : Les Aventuriers du Far West (Death Valley Days)
  - Saison 18, épisode 25 The Duke of Tombstone
- 1973 : Barnaby Jones
  - Saison 1, épisode 2 To Catch a Dead Man de William Hale : Dorothy Carlyle
- 1974-1975 : Hôpital central (General Hospital), feuilleton, épisodes non-spécifiés : Kira Faulkner
- 1976 : Un shérif à New York (McCloud)
  - Saison 6, épisode 7 Night of the Shark de Ron Satlof : Carol Donnelly
- 1978 : Drôles de dames (Charlie's Angels)
  - Saison 2, épisode 24 La Collection de jade (The Jade Trap) de George McCowan : Julie Redmond
- 1978 : Embarquement immédiat (Flying High)
  - Saison unique, épisode 1 Flying High : L'experte en ordinateurs

Téléfilms (intégrale)
- 1970 : Ride the Tiger de George Montgomery
- 1978 : Shimmering Light (en) de Don Chaffey : Moire Gilmore

## Récompense
- 1956 : Golden Globe de la révélation féminine de l'année, pour Tu seras un homme, mon fils.